# Dampskibet 'A. P. Bernstorff' løber af Stabelen fra Helsingør Skibsværft
Dampskibet 'A. P. Bernstorff' løber af Stabelen fra Helsingør Skibsværft er en stum reportagefilm fra 1913 produceret af Politiken-Fonden.

## Handling
Fra Helsingør Jernskibs- & Maskinbyggeri A/S søsættes dampskibet "A.P. Bernstorff", der glider langsomt ud i havnebassinet. Skibet var fragt- og passagerdamper, bygget 1913 til DFDS. Indsat på ruten mellem Esbjerg og Parkeston Quay.